# Le Club des Valets-de-cœur
Le Club des Valets-de-cœur est la suite du récit de Pierre Ponson du Terrail L'Héritage mystérieux, qui met en scène les débuts du malfaiteur Rocambole. Il a été publié dans le journal La Patrie du 30 janvier au 5 juin 1858 en 105 épisodes sous le même titre que le précédent récit : Les Drames de Paris (II. Le Club des Valets-de-cœur). Il paraît en format relié aux éditions L. de Potter en 1859.

## Résumé
Quatre ans après les événements de L'Héritage mystérieux, Andréa parvient à regagner la confiance de son demi-frère, Armand, par un faux repentir. Celui-ci lui donne la direction de l'organisation secrète qu’il a fondée dans le but d’aider les malheureux et de lutter contre l’association criminelle du Club des Valets-de-cœur.
Cependant Andréa, alias sir Williams, est avec son lieutenant Rocambole à la tête de cette association. Aidé de la courtisane Turquoise, il cherche obstinément à récupérer l’héritage qui lui a échappé, quatre ans auparavant, en détruisant les couples qu’il n’avait alors pu empêcher de se former. 